# لرتس
لرتس (به آلمانی: Lärz) یک شهر در آلمان است که در Mecklenburgische Seenplatte District واقع شده‌است. لرتس  ۵۶۸ نفر جمعیت دارد.